# Pygmalion, ou La Statue de Chypre

Pygmalion, ou La Statue de Chypre est un grand ballet en quatre actes et six scènes avec apothéose, dont la musique et le livret ont été composés par le prince Nikita Troubetskoï. Il a été chorégraphié par Marius Petipa pour le Ballet impérial de Saint-Pétersbourg. La première a eu lieu le 11/23 décembre 1883 au Théâtre Bolchoï Kamenny avec une scénographie et des décors de Matveï Chichkov et des décors de Mikhaïl Botcharov (acte I, scène 1 et acte III, scènes 3 et 4); de Heinrich Wagner (acte IV, scène 6, apothéose). Les costumes sont de Pavel Grigoriev.

## Distribution originelle[2]
- Pygmalion: Felix Kschessinski
- Galatée: Evguenia Sokolova[3]
- Le pharaon Osis: Pavel Gerdt
- Ramisa: Lioubov Radina

## Argument
Sur le parvis du temple d'Aphrodite à Chypre, le pharaon Osis  déguisé en marchand, rencontre le sculpteur Pygmalion qui montre sa statue de Galatée. Osis veut acheter la statue, mais Pygmalion refuse de la lui vendre. En effet, Pygmalion est amoureux de la statue et il supplie Aphrodite de lui donner la vie. Aphrodite donne à Pygmalion un talisman, une palme qui donnera la vie à la statue; mais si cette palme se brise, alors Galatée périra.
Lorsque Galatée vient à la vie, elle tombe amoureuse d'Osis qui aussitôt l'enlève. Mais la favorite du pharaon, Ramisa, folle de jalousie apprenant que la vie de Galatée dépend de la palme, décide de se débarrasser d'elle. Elle fait venir Pygmalion dans le palais qui arrive au moment où le pharaon couronne Galatée pour en faire sa reine. Un combat s'ensuit entre Osis et Pygmalion. Voyant que Pygmalion est implacable, Galatée se saisit de la palme, la brise et tombe raide morte.